# Legg Mason
Legg Mason (NYSE : LM) était une entreprise américaine de gestion d'actifs basée à Baltimore (Maryland, États-Unis). Fondée en 1899, son siège social était situé au sein du Legg Mason Building, actuellement le plus haut gratte-ciel du Maryland avec une hauteur de 161 mètres.

## Histoire
La société Legg Mason a été créée en 1899. Sous le nom George Mackubin & Co., la société travaille au Baltimore Stock Exchange en 1899, puis évolue en Legg & Company, qui acquiert en 1970 la société Mason & Company basée à Newport News, en Virginie, et que Raymond A. Mason (en) avait fondée en 1962. Le siège des sociétés combinées est situé à Baltimore.
En 2009, Nelson Peltz (en) rejoint le conseil d'administration de Legg Mason.
En décembre 2012, Legg Mason rachète le gérant de fonds européens Fauchier Partners à BNP Paribas pour le fusionner avec sa filiale de gestion alternative Permal.  En décembre 2014, Nelson Petz quitte le conseil d'administration de Legg Mason tout en conservant 11,3 % de son capital via sa société Trian.
En novembre 2015, ClearBridge Investments, la filiale spécialisée dans l’investissement socialement responsable, lance un « fonds d’actions américaines éthique » (ESG ClearBridge US Equity Sustainability).
En avril 2016, Nelson Peltz revend 10 % de Legg Mason à un fonds d'investissement singapourien.

## Activités
La société propose des services de conseil et d'investissement aux particuliers comme aux institutions, au sein de 3 divisions : Global Managed Investments, U.S. Asset Management et International Asset Management.
Structurée comme une holding, Legg Mason possède des filiales aux États-Unis, au Royaume-Uni, au Brésil, au Japon, à Singapour, au Chili, en Pologne, en Australie et à Hong Kong.
Legg Mason est par ailleurs intégrée au S&P 500 (indice boursier basé sur 500 grandes sociétés cotées sur les bourses américaines). Selon le Fortune 500, elle est la 619e plus grande compagnie des États-Unis quant au chiffre d'affaires.
En mars 2017, Legg Mason déménage son centre européen de Londres à Dublin pour conserver son accès sur l'Europe à la suite du Brexit.
Après le retour du militant investisseur Trian Fund Management LP dans la salle du conseil de la société, les actions de Legg Mason ont bondi de 4% en juin 2019.
En 2020, Legg Mason a été absorbée par le groupe Franklin Templeton pour 4,5 milliards de dollars,.